# Santo Adrião de Vizela
Santo Adrião de Vizela (oficialmente, Vizela (Santo Adrião)) é uma freguesia portuguesa do município de Vizela, com 3,01 km² de área e 2264 habitantes (censo de 2021). A sua densidade populacional é 752,2 hab./km².
Foi a única freguesia que transitou do município de Felgueiras para o de Vizela, aquando a criação deste último em 1998.

## Demografia
Nota: Fez parte do município de Felgueiras até ao censo de 2001.
A população registada nos censos foi:
| Distribuição da População por Grupos Etários | Distribuição da População por Grupos Etários | Distribuição da População por Grupos Etários | Distribuição da População por Grupos Etários | Distribuição da População por Grupos Etários |
| -------------------------------------------- | -------------------------------------------- | -------------------------------------------- | -------------------------------------------- | -------------------------------------------- |
| Ano                                          | 0-14 Anos                                    | 15-24 Anos                                   | 25-64 Anos                                   | > 65 Anos                                    |
| 2001                                         | 581                                          | 391                                          | 1300                                         | 188                                          |
| 2011                                         | 397                                          | 351                                          | 1289                                         | 243                                          |
| 2021                                         | 251                                          | 305                                          | 1358                                         | 350                                          |

## Ponte da Aliança
Em 6 de novembro de 2021, foi inaugurada a Ponte da Aliança, ligando as freguesias de Santo Adrião e Tagilde, em Vizela, e que pôs fim a um velho problema de ligação entre o leste e o oeste do concelho, separados pelo rio Vizela. Nesse dia, em cima do tabuleiro da ponte, foi servida uma feijoada para 500 pessoas.
A Ponte da Aliança veio assim substituir a Ponte Nova – nome da antiga ligação entre as duas margens do Vizela, cuja referência mais antiga recua a 1735 –, onde não se podiam cruzar dois carros ligeiros e por onde o trânsito de veículos pesados era impossível.
A ponte tem 60 metros de extensão, num único arco, que o arquitecto responsável afirmou que era uma forma de fazer a ligação com a antiga ponte, uns metros a montante. O tabuleiro tem 10 metros de largura e passeios para peões de 1,5 metros de ambos os lados.